# Ephedra minuta
Ephedra minuta — вид голонасінних рослин класу гнетоподібних.

## Поширення, екологія
Країни проживання: Китай (Цинхай, Сичуань). Знайдено на висотах від 2000 м до 4800 м. Невеликий напівкущ, що виростає на пасовищах, чагарниках і скелястих районах. Запилення відбувається в травні-липні, насіння дозріває в серпні-вересні.

## Використання
Стебла більшості членів цього роду містять алкалоїд ефедрин і відіграють важливу роль в лікуванні астми та багатьох інших скарг дихальної системи.

## Загрози та охорона
Серйозні загрози не відомі. Великий ареал перекриває кілька охоронних територій та заповідників і, як відомо, росте в 11 ботанічних садах.